# Matrimonio igualitario en Nicaragua
El matrimonio igualitario en Nicaragua no es reconocido formalmente por la legislación vigente.

## Uniones civiles
Nicaragua reconoce las uniones de hecho para parejas de sexo opuesto que conviven. El artículo 83 del Código de Familia define la unión de hecho como "un acuerdo voluntario entre un hombre y una mujer". A las parejas en estas uniones se les ofrecen los mismos derechos que a las parejas casadas, pero se les exige haber convivido durante al menos dos años de manera "estable y notoria". Ramón Rodríguez, profesor de derecho penal y derechos humanos de la Universidad Centroamericana, sostiene que las disposiciones "que establecen el matrimonio y las uniones de hecho estables entre un hombre y una mujer sólo constituyen una violación al principio universal de igualdad y no discriminación".

## Matrimonio entre personas del mismo sexo

### Antecedentes
El artículo 72 de la Constitución de Nicaragua establece que:

El matrimonio y la unión de hecho estable están protegidos por el Estado; descansan en el acuerdo voluntario del hombre y la mujer y podrán disolverse por el mutuo consentimiento o por la voluntad de una de las partes. La ley regulará esta materia.

En 2012, respondiendo a una petición de grupos de derechos humanos para discutir la legalización del matrimonio entre personas del mismo sexo, un diputado del Frente Sandinista de Liberación Nacional dijo que "tuvieron que esperar otros 30 años para que eso sucediera".
En junio de 2014, la Asamblea Nacional de Nicaragua aprobó un Código de Familia revisado que limita el matrimonio, las uniones de hecho y la adopción a parejas heterosexuales; el nuevo código entró en vigor el 8 de abril de 2015. El artículo 53 del Código de Familia describe el matrimonio como "la unión voluntaria entre un hombre y una mujer".

### Sentencia de la Corte Interamericana de Derechos Humanos de 2018
El 9 de enero de 2018, en la opinión consultiva OC 24/7, la Corte Interamericana de Derechos Humanos (CIDH) dictaminó que los países signatarios de la Convención Americana sobre Derechos Humanos están obligados a permitir el matrimonio de parejas del mismo sexo. La sentencia establece que:

El Estado debe reconocer y garantizar todos los derechos derivados del vínculo familiar entre personas del mismo sexo de conformidad con lo dispuesto en los artículos 11.2 y 17.1 de la Convención Americana. (...) de conformidad con los artículos 1.1, 2, 11.2, 17 y 24 de la Convención Americana, es necesario garantizar el acceso a todas las figuras existentes en los ordenamientos jurídicos internos, incluido el derecho a contraer matrimonio. (..) Garantizar la protección de todos los derechos de las familias formadas por parejas del mismo sexo, sin discriminación respecto de las que están constituidas por parejas heterosexuales.

Nicaragua ratificó la Convención Americana sobre Derechos Humanos el 25 de septiembre de 1979 y reconoció la competencia del tribunal el 12 de febrero de 1991. El fallo sienta un precedente vinculante para los tribunales nicaragüenses. Los grupos LGBT aplaudieron la decisión. El periódico mexicano Milenio informó que el fallo supuso un "shock" para los activistas LGBT. Ludwica Lega, titular de la Asociación Trans Nicaragüense, dijo estar "contenta" con la decisión, pero que "en el caso de Nicaragua estamos enfocados en temas prioritarios como mejorar la Ley de Salud, terminar con la discriminación, acceso pleno a la educación, y reconocimiento de la identidad de género." El Gobierno de Nicaragua nunca emitió una respuesta formal al fallo, pero activistas y abogados creen que ahora el país debe reconocer el matrimonio entre personas del mismo sexo según sus obligaciones internacionales.

## Opinión pública
Según una encuesta del Pew Research Center realizada entre el 9 de noviembre y el 13 de diciembre de 2013, el 77% de los nicaragüenses se oponía al matrimonio entre personas del mismo sexo, el 16% estaba a favor y el 7% estaba indeciso.
El Barómetro de las Américas de 2017 mostró que el 24,5% de los nicaragüenses apoyaba el matrimonio entre personas del mismo sexo.
Una encuesta publicada por la Fundación Nicaragüense para el Desarrollo Económico y Social en enero de 2021 mostró que el 29% de los nicaragüenses apoyaba el matrimonio entre personas del mismo sexo.